# دوباركيه (كيبك)
دوباركيه (بالإنجليزية: Duparquet, Quebec)‏ هي بلدية محلية في كيبيك تقع في كندا في Abitibi-Ouest Regional County Municipality. يقدر عدد سكانها بـ 657 نسمة ومساحتها 154.90 كم2 .